# Marcos Roberto Silveira Reis
Marcos Roberto Silveira Reis (eller bare Marcos) (født 4. august 1973) er en tidligere brasiliansk fodboldspiller, der i hele sin professionelle karriere fra 1992 til januar 2012 spillede som målmand for den brasilianske Série A-klub Palmeiras, hvor han fik tilnavnet São Marcos ("Sankt Marcos" på portugisisk).
Marcos har spillet for Brasiliens fodboldlandshold og deltog ved bl.a. VM i fodbold 2002, hvor Brasilien vandt VM. Han spillede i perioden 1999–2005 27 landskampe for Brasiliens A-landshold.
Han anses af eksperter for en af de bedste brasilianske målmænd gennem tiderne.